# Réaumur (Vendeia)
Réaumur é uma comuna francesa na região administrativa da Pays de la Loire, no departamento de Vendéia. Estende-se por uma área de 22,09 km². Em 2010 a comuna tinha 878 habitantes (densidade: 39,7 hab./km²).